# Euphaedra imperialis
Euphaedra imperialis är en fjärilsart som beskrevs av Johannus Lindemans 1910. Euphaedra imperialis ingår i släktet Euphaedra och familjen praktfjärilar. Inga underarter finns listade i Catalogue of Life.